# Rödbrun fränskivling
Rödbrun fränskivling (Hebeloma theobrominum) är en svampart som beskrevs av Quadr. 1987. Enligt Catalogue of Life ingår Rödbrun fränskivling i släktet fränskivlingar,  och familjen Strophariaceae, men enligt Dyntaxa är tillhörigheten istället släktet fränskivlingar,  och familjen buktryfflar. Arten är reproducerande i Sverige. Inga underarter finns listade i Catalogue of Life.